# Dwie aureole
Dwie aureole – szkic Cypriana Kamila Norwida z 1877 na temat twórczości Tomasza Olizarowskiego.

## O tekście
Szkic został napisany 20 lutego 1877, jedenaście dni po zamieszkaniu przez Norwida w Zakładzie (Domu) Świętego Kazimierza w Paryżu, gdzie od trzynastu lat przebywał Olizarowski. Rozmowa autora z Olizarowskim musiała się odbyć pomiędzy 12 a 19 lutego 1877. Wspomniana w tekście korespondencja została opublikowana w warszawskim dzienniku Echo z 7 lutego w ramach Kroniki paryskiej jako impresja Hugo, jego życie, salon, otoczenie, gościnność. Autor, używający pseudonimu Mariusz, pisał między innymiː chwila to być musiała dla mnie uroczysta, tak uroczysta, iż nie dowierzając samemu sobie, napisałem do wielkiego poety list z wynurzeniem uczuć i uwielbień.

## Treść
Norwid wspomina niedawną rozmowę z Olizarowskim na temat korespondencji w prasie warszawskiej («Echa» z kraju), której autor pisze, że będąc po obiedzie u Wiktora Hugo poczuł Solenne dreszczeǃ... przez nagłe poruszenie ducha (ǃǃ). Norwid zna to uczucie. Pamięta głębokie wzruszenie, które wywołał w nim maleńki strumyk we Włoszech, bo był to Rubikon. Podobnego dreszczu doznał idąc Ulicą Grobów w Pompejach.
Hugo zachwycił swych czytelników wielkim talentem opartym na kontrastach i wytworności języka i na oryginalności tematów przyniesionych z Hiszpanii, gdzie się uczył. W młodym wieku otrzymał Legię Honorową. Był arystokratą, parem, bonapartystą, republikaninem, wreszcie komunistą. Udawszy się na wygnanie swą świetną nieobecnością wydrwił Napoleona III. Przez cały czas jego wygnania ojczyzna wiedziała gdzie mieszka, czy zdrów, o czym pisze. Była mu matką.
Olizarowski debiutował jako poeta podczas rozkwitu naszych najsłynniejszych poetów. Napisał poemat Bruno, małe arcydzieło, prześliczną idyllę ukraińską Zawerucha i sporo dramatów i innych utworów, prawie nieznanych, mimo dreszczy dla cudzoziemskiego poety. Jego rękopisy czytają co najwyżej znajomi. Kiedy będą drukowane czy grane nie wiadomo.
Na koniec Norwid zatrzymuje się nad Brunem, którego uważa za godnego Szekspirowskiego pióra. Bruno, poetyczny młodzieniec, kocha Dziewicę. Ona też go kocha, ale wychodzi za innego. Bruno odbiera sobie życie. Po śmierci zjawia się na balu przed Kamilą. Ona, poznawszy go, wyznaje, że go kochała, a potem dodaje, że chyba to przypłaci zdrowiem.